# Silvia Manrique
Silvia Manrique Pérez (ur. 16 marca 1973 w Laudio) – hiszpańska hokeistka na trawie, złota medalistka olimpijska z Barcelony.
Brała udział także w Letnich Igrzyskach Olimpijskich w 1996 w Atlancie, Hiszpanki były tam ósme. Z klubem Real Sociedad zajęła także pierwsze miejsce w hiszpańskiej pierwszej lidze hokeja na trawie kobiet.